# Keisha Lance Bottoms
Keisha Lance Bottoms (Atlanta (Georgia), 18 januari 1970) is een Amerikaanse politicus en advocaat, en was van 2018 tot 2022 burgemeester van Atlanta. Voordat ze burgemeester werd, was ze lid van de gemeenteraad. President Joe Biden heeft Bottoms voorgedragen als vicevoorzitter voor maatschappelijke betrokkenheid en kiezersbescherming bij de nationale Democratische partij voor de periode 2021-2025. Ze stelde zich niet verkiesbaar voor een tweede termijn als burgemeester, maar werkte voor het Witte Huis als senior adviseur en lid van de President's Export Council.
Op 6 mei 2021 maakte Bottoms bekend dat ze zich niet opnieuw verkiesbaar zou stellen als burgemeester van Atlanta.

## Jeugd
Bottoms werd geboren in Atlanta, als dochter van Sylvia Robinson en R&B-singer-songwriter Major Lance. Ze groeide op in Atlanta en is ging naar de Frederick Douglass High School.
Ze behaalde een bachelor in communicatie aan de Florida A&M University, waar ze zich toespitste op de radio en televisie. Ze behaalde een juridische graad aan de Georgia State University College of Law in 1994. Ze is lid van de studentenvereniging Delta Sigma Theta.

## Vroege carrière
Bottoms werd na haar studie aanklager en vertegenwoordigde ook kinderen onder het minderjarigenrecht. In 2002 werd ze een magistraat in Atlanta.  In 2008 stelde ze zich tevergeefs verkiesbaar als rechter bij de rechtbank van Fulton.
Bottoms was tussen 2009 en 2017 lid van de gemeenteraad (city council) van Atlanta, en werd in 2013 herkozen. Ze was tegelijkertijd directeur van Atlanta Fulton County Recreation Authority vanaf 2015.

## Burgemeester van Atlanta
Bottoms werd in 2017 in de tweede ronde tot burgemeester van Atlanta gekozen. In de eerste ronde behaalde ze 26% van de stemmen in een bomvol kandidatenveld en vervolgens versloeg ze mede-gemeenteraadslid Mary Norwood in de tweede ronde.
Bottoms werd tijdens de verkiezingen onderzocht vanwege diverse contante betalingen had gedaan aan haar campagnepersoneel (naar verluidt meer dan $ 180.000) en dit niet correct zou hebben gerapporteerd. Ze betaalde in oktober 2017, kort voor de verkiezingen, vrijwillig $ 25.700 aan campagnebijdragen terug aan de PRAD Group, een technisch aannemer wiens kantoor de voorgaande maand was ingevallen door de FBI. Op 4 november 2017 deed ze een beroep op de procureur-generaal van Georgia om valse geautomatiseerde telefoontjes in haar naam te onderzoeken, waarvan haar campagne zei dat ze een racistische ondertoon hadden en voornamelijk waren gericht op de blanke buurten van Atlanta.

### Ambtstermijn
Bottoms' verkiezing als burgemeester van een Democratisch bolwerk en grootste stad in de traditioneel Republikeinse staat Georgia kwam een kort jaar na het aantreden van president Donald Trump in 2017. 

#### Vluchtelingen en immigranten
Bottoms verklaarde in reactie op zijn vluchtelingen- en immigratiebeleid dat Atlanta een "gastvrije stad" was en "open en gastvrij voor iedereen zal blijven" na diverse vergaande beleidsmaatregelen van president Trump met betrekking tot vluchtelingen en immigranten in de Verenigde Staten. In 2018 tekende ze een bestuursbesluit dat de stadsgevangenis verbood gevangenen van U.S. Immigration and Customs Enforcement (ICE) vast te houden. In juli 2019 zei Bottoms: "Onze stad ondersteunt ICE niet. We hebben geen relatie met de US Marshal[s] Service. We hebben ons detentiecentrum gesloten voor ICE-gedetineerden en we zouden geen mensen oppakken voor een immigratieovertreding."

#### LGBTQ
In februari 2020 publiceerde Bottoms het eerste rapport van de stad over LGBTQ- zaken uit, wat inging op de vraag hoe verschillende beleidslijnen, initiatieven en programma's het leven van LGBTQ-inwoners kunnen verbeteren. In 2018 had ze een adviesraad  opgericht, met onder meer entertainer Miss Lawrence en activist Feroza Syed. In december 2020 benoemde Bottoms de eerste directeur van LGBTQ-zaken van de stad, Malik Brown, die de adviesraad zou gaan leiden.

#### Demonstraties en rellen

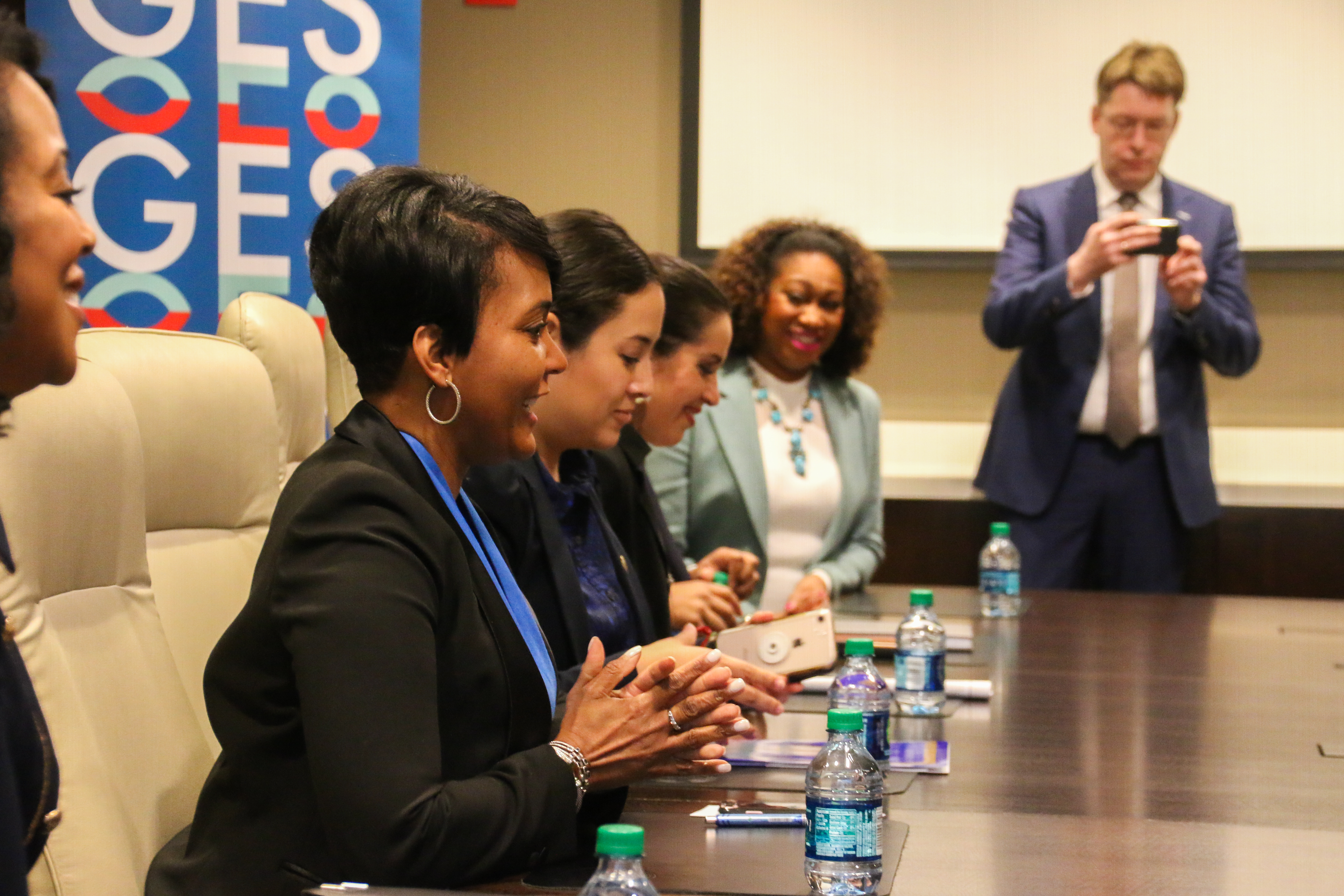
Stadhuis van Atlanta in maart 2019

Toen er in 2020 rellen ontstonden in Atlanta in de nasleep van de moord op George Floyd, veroordeelde Bottoms de betrokkenen maar benoemde ook dat er verbeteringen zouden plaatsvinden. Ze veroordeelde Trump herhaaldelijk voor het aanwakkeren van raciale spanningen, en moedigde mensen aan om vooral te gaan stemmen, omdat dat tot verandering kon leiden.
Bottoms ontsloeg de betrokken agent kort na het incident, een beslissing die later door de Civil Service Board werd teruggedraaid. Ook accepteerde ze het ontslag van het hoofd van de politie. In juni 2020 gingen veel agenten van de politie van Atlanta in staking om te protesteren tegen de aanklachten tegen de agenten die betrokken waren bij de moord op Rayshard Brooks. Bottoms zei dat het korps gedemoraliseerd was, net als de politie door het hele land, en dat agenten een lastige tijd doormaakten.

#### Coronapandemie
Bottoms bekritiseerde gouverneur Brian Kemp krachtig nadat hij maatregelen rond de Coronacrisis afschaalde en de heropening van bedrijven in Georgië in april 2020 aankondigde, omdat ze vond dat het veel te vroeg was. Toen in juli de gevallen escaleerden in de stad, vaardigde ze een verordening uit om een aantal van de heropeningsmaatregelen van fase 2 naar fase 1 terug te draaien en iedereen te verplichten een gezichtsbedekking te dragen binnen de stadsgrenzen, maar er zijn geen boetes uitgeschreven. Op 15 juli vaardigde de gouverneur een bevel uit om alle lokale maskermandaten op te schorten, en op 16 juli diende hij een aanklacht in tegen Bottoms bij de rechtbank, met het doel haar bevel ongeldig te laten verklaren en te voorkomen dat ze erover zou praten. Hij diende geen soortgelijke rechtszaken in tegen andere steden met maskermandaten, zoals Savannah en Athens.  Een hoorzitting gepland voor 21 juli werd uitgesteld toen de rechter zich wraakte. 

#### Presidentsverkiezingen

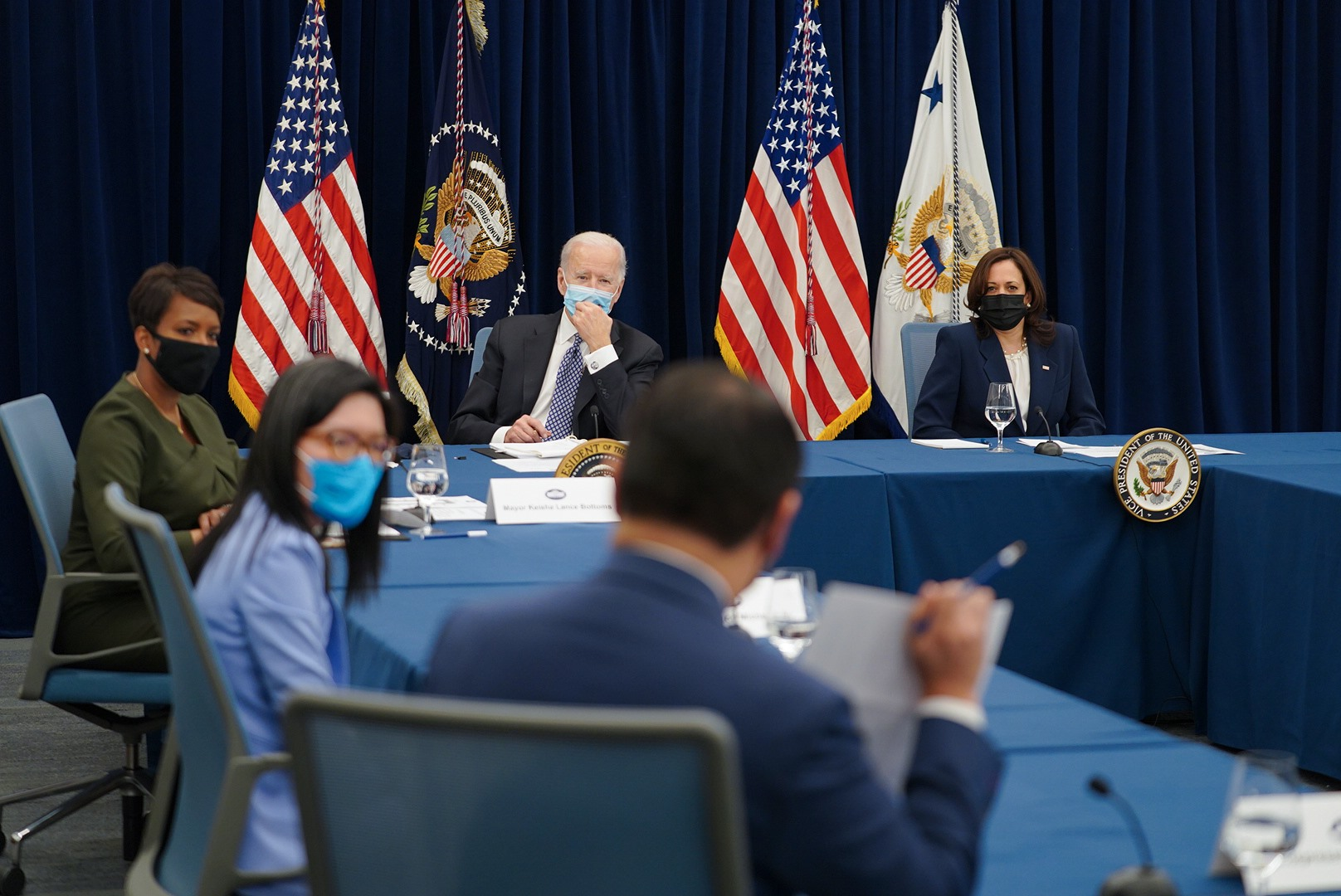
Ontmoeting van Bottoms met president Biden, vice-president Harris en Aziatisch-Amerikaanse gemeenschapsleiders na de schietpartij in Atlanta in 2021

In juni 2019 steunde Bottoms als een van de eersten de kandidatuur van Joe Biden bij de presidentiële voorverkiezingen van de Democratische Partij in 2020. Toen Biden maart 2020 aankondigde een vrouw als running mate te selecteren, werd Bottoms door Politico als mogelijke keuze genoemd. In juni meldde CNN dat Bottoms tot zijn top vier behoorde, samen met vertegenwoordiger Val Demings en senatoren Kamala Harris en Elizabeth Warren. Harris werd officieel aangekondigd als de running mate van Biden op 11 augustus 2020.
Bottoms werd benoemd tot permanent co-voorzitter van de Democratische Nationale Conventie van 2020, waarop ze ook sprak.
Na de verkiezing van Biden tot president werd Bottoms genoemd als mogelijke kandidaat voor de ministerspost Volkshuisvesting en Stedelijke Ontwikkeling. In januari 2021 nomineerden Biden en Harris Bottoms als vice-voorzitter van Burgerbetrokkenheid en Kiezersbescherming bij het Democratisch Nationaal Comité, een rol gericht op het beschermen van stemrechten en het vergroten van de kiezersparticipatie.
In mei 2021 kondigde Bottoms aan dat ze zich niet herkiesbaar zou stellen als burgemeester.

## Privéleven
De familiegeschiedenis van Bottoms gaat vijf generaties terug tot Shepherd Peek, een vrijgelatene van een plantage in de buurt van Crawfordville, die tijdens de Reconstructie mogelijk in volksvertegenwoordiging van Georgia heeft gediend.
In oktober 1994 trouwde Keisha Lance met Derek W. Bottoms in de Ben Hill United Methodist Church in Atlanta. Ze hadden elkaar drie jaar eerder ontmoet tijdens hun eerste jaar als studenten aan de Georgia State University College of Law. Na mislukte pogingen om op biologische wijze zwanger te worden, adopteerden ze hun vier kinderen.
Derek Bottoms is de vice-president voor employment practices and associate relations voor The Home Depot, een landelijke bouwmarktketen. Hij kwam in 2000 bij het bedrijf, na meer dan vijf jaar bij het advocatenkantoor Powell Goldstein te hebben gewerkt. Hij was bestuurslid van verschillende stichtingen.
Op 6 juli 2020 maakte Bottoms bekend dat ze positief had getest op COVID-19 . Ze beëindigde haar quarantaine op 22 juli 2020.